# Diócesis de Guanhães

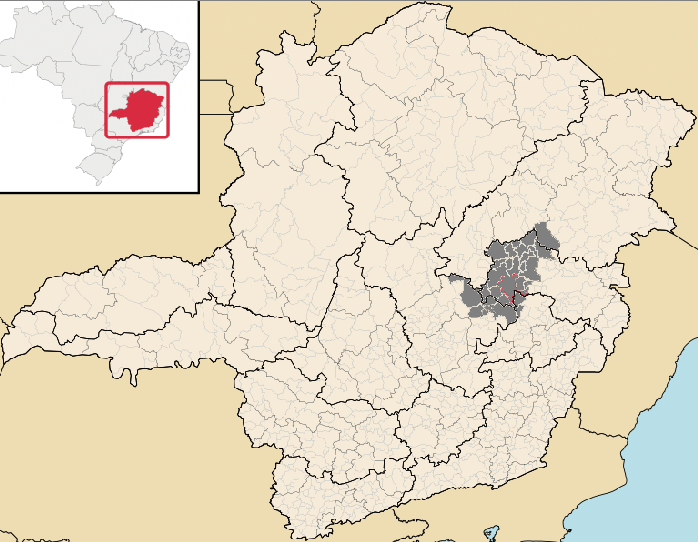
Diócesis de Guanhães.

File:Regional CNBB Leste 2.png

La diócesis de Guanhães (en latín: Dioecesis Guanhanen(sis) y en portugués: Diocese de Guanhães) es una circunscripción eclesiástica latina de la Iglesia católica en Brasil, sufragánea de la arquidiócesis de Diamantina. La diócesis tiene al obispo Otacílio Ferreira de Lacerda como su ordinario desde el 19 de junio de 2019. 

## Territorio y organización
La diócesis tiene 23 526 km² y extiende su jurisdicción sobre los fieles católicos de rito latino residentes en 28 municipios del estado de Minas Gerais: Guanhães, Água Boa, Braúnas, Cantagalo, Carmésia, Coluna, Conceição do Mato Dentro, Divinolândia de Minas, Dom Joaquim, Dores de Guanhães, Ferros, Frei Lagonegro, Joanésia, José Raydan, Materlândia, Morro do Pilar, Paulistas, Peçanha, Rio Vermelho, Sabinópolis, Santa Maria do Suaçuí, Santo Antônio do Rio Abaixo, São João Evangelista, São José do Jacuri, São Pedro do Suaçuí, São Sebastião do Maranhão, Senhora do Porto y Virginópolis..
La sede de la diócesis se encuentra en la ciudad de Guanhães, en donde se halla la Catedral de San Miguel.
En 2019 en la diócesis existían 27 parroquias agrupadas en 7 zonas pastorales: São Miguel, Bom Jesus, São João Evangelista, Nossa Senhora das Dores, Nossa Senhora do Amparo, São Sebastião y Sant'Ana.

## Historia
La diócesis fue erigida el 24 de mayo de 1985 con la bula Recte quidem del papa Juan Pablo II, obteniendo el territorio de la arquidiócesis de Diamantina y de las diócesis de Governador Valadares e Itabira-Fabriciano.
El 20 de enero de 2016 cedió el municipio de São José da Safira a la diócesis de Governador Valadares mediante el decreto Quo aptius de la Congregación para los Obispos.

## Estadísticas
De acuerdo al Anuario Pontificio 2020 la diócesis tenía a fines de 2019 un total de 263 800 fieles bautizados.
| Año                                                                             | Población            | Población | Población      | Sacerdotes | Sacerdotes    | Sacerdotes    | Bautizados por sacerdote | Diáconos permanentes | Religiosos | Religiosos | Parroquias |
| Año                                                                             | Bautizados católicos | Total     | % de católicos | Total      | Clero secular | Clero regular | Bautizados por sacerdote | Diáconos permanentes | Varones    | Mujeres    | Parroquias |
| ------------------------------------------------------------------------------- | -------------------- | --------- | -------------- | ---------- | ------------- | ------------- | ------------------------ | -------------------- | ---------- | ---------- | ---------- |
| 1990                                                                            | 301 000              | 306 000   | 98.4           | 26         | 23            | 3             | 11 576                   |                      | 3          | 29         | 27         |
| 1999                                                                            | 314 000              | 349 000   | 90.0           | 23         | 23            |               | 13 652                   |                      |            | 9          | 28         |
| 2000                                                                            | 317 000              | 353 000   | 89.8           | 22         | 22            |               | 14 409                   |                      |            | 9          | 28         |
| 2001                                                                            | 230 000              | 269 000   | 85.5           | 23         | 23            |               | 10 000                   |                      |            | 9          | 28         |
| 2002                                                                            | 230 000              | 269 000   | 85.5           | 22         | 22            |               | 10 454                   |                      |            | 8          | 28         |
| 2003                                                                            | 242 938              | 270 000   | 90.0           | 20         | 20            |               | 12 146                   |                      |            | 8          | 27         |
| 2004                                                                            | 245 000              | 269 931   | 90.8           | 22         | 22            |               | 11 136                   | 1                    |            | 5          | 27         |
| 2006                                                                            | 229 264              | 257 581   | 89.0           | 23         | 23            |               | 9968                     | 1                    |            | 5          | 27         |
| 2013                                                                            | 252 000              | 283 000   | 89.0           | 31         | 29            | 2             | 8129                     |                      | 2          | 13         | 29         |
| 2016                                                                            | 257 800              | 289 000   | 89.2           | 33         | 30            | 3             | 7812                     | 36                   | 3          | 8          | 28         |
| 2019                                                                            | 263 800              | 296 300   | 89.0           | 30         | 30            |               | 8793                     | 36                   | 8          | 27         |            |
| Fuente: Catholic-Hierarchy, que a su vez toma los datos del Anuario Pontificio. |                      |           |                |            |               |               |                          |                      |            |            |            |

## Episcopologio
- Antônio Felippe da Cunha, S.N.D. † (8 de diciembre de 1985-5 de marzo de 1995 falleció)
  - Sede vacante (1995-1998)
- Emanuel Messias de Oliveira (14 de enero de 1998-16 de febrero de 2011 nombrado obispo de Caratinga)
- Jeremias Antônio de Jesus (30 de mayo de 2012-4 de julio de 2018 renunció)[4]
- Otacílio Ferreira de Lacerda, desde el 19 de junio de 2019